# Cratere Acosta
Acosta è un piccolo cratere lunare intitolato al medico portoghese Cristóbal Acosta; era precedentemente noto, nella nomenclatura ufficiale proposta dall'IAU, come Langrenus C, a causa della vicinanza al cratere Langrenus. Acosta è situato nei pressi dell'estremo orientale del Mare della Fecondità; più ad ovest si possono individuare i crateri Atwood, Naonobu e Bilharz.
Il cratere ha una forma circolare.